# Cesonia boca
Cesonia boca är en spindelart som beskrevs av Norman I. Platnick och Mohammad Umar Shadab 1980. Cesonia boca ingår i släktet Cesonia och familjen plattbuksspindlar.
Artens utbredningsområde är Panama. Inga underarter finns listade i Catalogue of Life.